# شلوسلفلد
اشلوسلفلد (بالألمانية: Schlüsselfeld) هي بلدة ألمانية تقع في ألمانيا في منطقة بامبرغ. يقدر عدد سكانها بـ 5,772 نسمة .

## أعلام
- كارل فريدريش نيومان